# 別列贊卡區

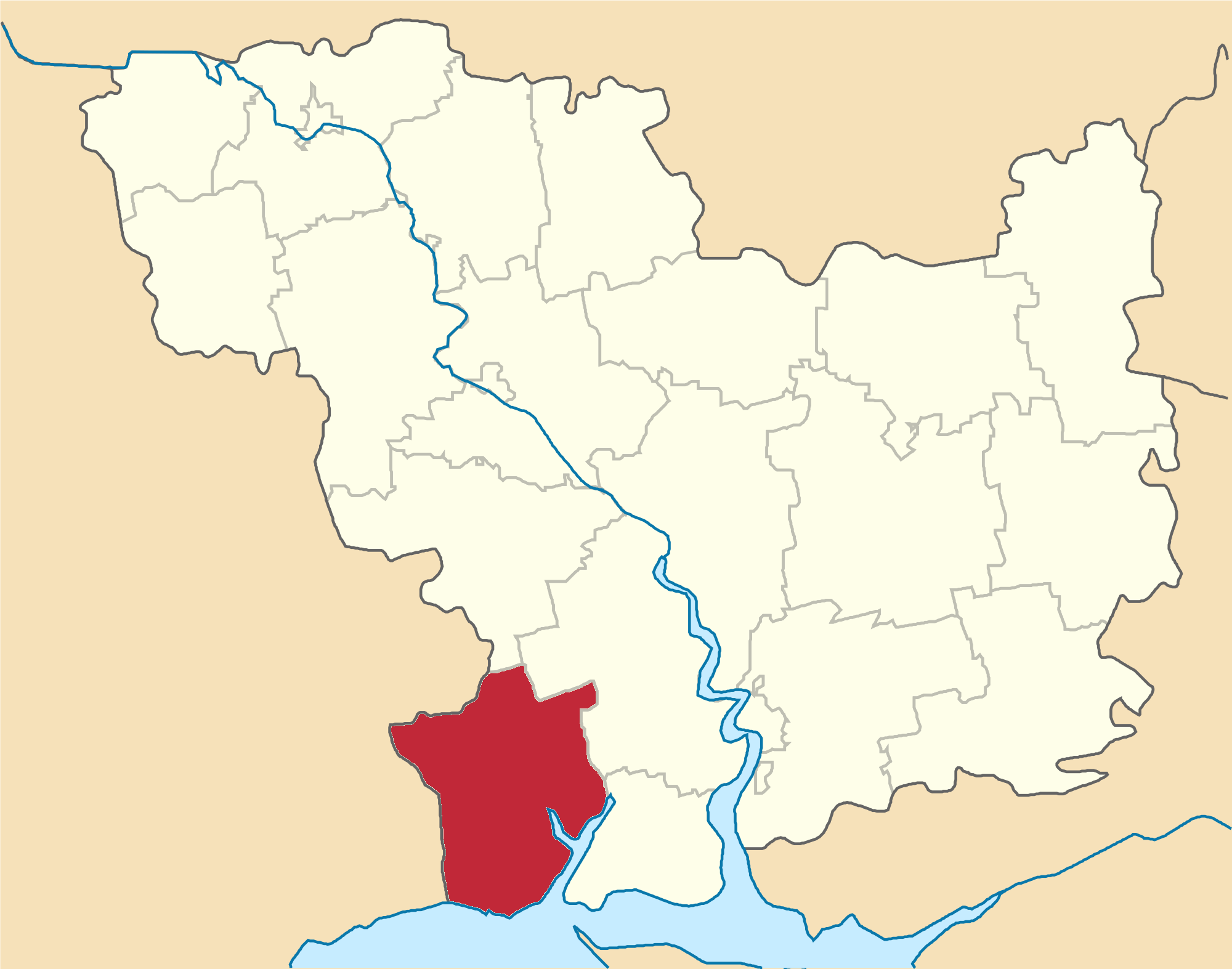
撤销前别列赞卡區在尼古拉耶夫州的位置

别列赞卡区（烏克蘭語：Березанський район）曾是烏克蘭南部尼古拉耶夫州的一個區，行政中心設於别列赞卡，面積1,378平方公里，2013年人口23,714，人口密度每平方公里17.2人。
该区在2020年乌克兰行政区划改革中撤销，其范围并入尼古拉耶夫區。